# كيفن غاميرو
كيفن غاميرو (بالفرنسية: Kevin Gameiro)‏ (المولود 9 مايو 1987) لاعب كرة قدم فرنسي يلعب حاليًا مع نادي ستراسبورغ الفرنسي في مركز الهجوم.

## روابط خارجية
- كيفن غاميرو على موقع الاتحاد الأوربي (الإنجليزية)
- كيفن غاميرو على موقع رابطة كرة القدم الفرنسية للمحترفين (الإنجليزية)
- كيفن غاميرو على موقع قاعدة بيانات كرة القدم.إي يو (الإنجليزية)
- كيفن غاميرو على موقع ليكيب (الفرنسية)
- كيفن غاميرو على موقع ناشيونال فوتبول تيمز (الإنجليزية)
- كيفن غاميرو على موقع Soccerbase.com (لاعب) (الإنجليزية)
- كيفن غاميرو على موقع Soccerway.com (الإنجليزية)
- كيفن غاميرو على موقع عالم كرة القدم.نت (الإنجليزية)
- كيفن غاميرو على موقع كووورة
- كيفن غاميرو على موقع AS.com (الإسبانية)